# 海军陆战队队歌
《海军陆战队队歌》，又称《中国海军陆战队之歌》或根据其首句歌词而称作《军中之军、钢中之钢》，是中国人民解放军海军陆战队的官方军歌。由马金星作词，李希海作曲。

## 歌词
| “ | 军中之军 钢中之钢 我们是祖国的热血儿郎。 尖刀拔出鞘，炮弹压上膛， 只等着冲锋号角吹响。 涌浪中我们特别能吃苦， 岸滩上我们特别能打仗。 背水攻坚 势不可挡 海军陆战队的战旗唯有向前方！ 海军陆战队的战旗...... 唯有向前方！！！ | ” |